# Françoise Cadol
Pour les articles homonymes, voir Cadol.
Françoise Cadol, née le 4 décembre 1963, est une actrice, chanteuse et dramaturge française.

## Biographie

### Formation
Elle a effectué une partie de sa formation au cours Simon et a également suivi des cours avec Niels Arestrup et Denise Noël.

### Carrière au théâtre
En 2002, elle écrit sa première pièce de théâtre, Chop Suey, inspiré du tableau Chop Suey (en) de Edward Hopper.
En 2006, elle écrit sa deuxième pièce, Rodin, tout le temps que dure le jour dans laquelle elle joue le rôle de Marie, tandis que Pierre Santini fait lui Auguste Rodin,.
Elle joue les deux rôles titres dans la pièce Jeanne et Marguerite, son premier « seul-en-scène » qu'elle demande à Valérie Peronnet d'écrire.
Après avoir enregistré la version audio du roman La femme qui ne vieillissait pas de Grégoire Delacourt, elle adapte le livre en 2021 en pièce de théâtre dans laquelle elle joue le rôle de Betty.
Elle prépare pour 2022 sa première mise en scène, Une Nuit avec Monsieur Teste,.

### Doublage et voix off
Très active dans le doublage, elle est la voix française régulière de Sandra Bullock, Angelina Jolie, Tilda Swinton, Gong Li et Rose Byrne mais aussi de Brenda Strong, Patricia Arquette, Michaela McManus et Jill Hennessy.
Aussi active dans l'animation, elle participe aux doublages de nombreux anime, doublant notamment la tyrannique Roodaka dans Bionicle 3 puis Tenar dans Les Contes de Terremer, Yasuko Kusakabe dans Mon voisin Totoro, ou encore, Kokiri dans Kiki la petite sorcière. Elle double la mère de Riley dans Vice-versa en 2015, et depuis 2016 elle double Catwoman dans plusieurs films DC Comics
,.
Elle est également connue pour avoir prêté sa voix à de nombreux personnages du jeu vidéo, dont notamment à Lara Croft dans les jeux Tomb Raider entre 1996 et 2008 ainsi que dans les spin off Lara Croft and the Guardian of Light et Lara Croft and the Temple of Osiris. Elle est également la voix de l'avocate Kate Walker dans la quadrilogie Syberia (2001-2022) de Benoît Sokal ainsi que celle de Madison Paige dans Heavy Rain.
Elle effectue de nombreuses voix off à la télévision pour des publicités comme Auchan, Gaz de France ou encore BMW. En 2019, elle collabore avec l’artiste électro Time Composer pour son spectacle “Welcome to 2270”. Courant 2021, elle fait également la voix off pour les publicités TousAntiCovid.
Depuis 2019, elle est la deuxième voix antenne de NRJ Belgique, ce qui donne une alternance avec Richard Darbois sur l'antenne.

## Théâtre

### Interprétation
- 1989 : Port-Royal d'Henry de Montherlant, mise en scène Raymond Gérôme, Théâtre de la Madeleine
- 1994 : Bobosse d'André Roussin, mise en scène Stéphane Hillel, Théâtre de la Michodière
- 2006 : Rodin, tout le temps que dure le jour, de Françoise Cadol, mise en scène Christophe Luthringer, Théâtre Mouffetard
- 2007 : Mir Mir, de Pamella Edouard, mise en scène Christophe Luthringer, Théâtre de Jouy Le Moutier, Cac de Meudon, Théâtre Victor Hugo
- 2012 : L'Hôtel des Roches Noires, de Françoise Cadol et Stéphane Corbin, mise en scène Christophe Luthringer, Vingtième Théâtre
- 2013 : Lomania, de Charlotte Escamez, mise en scène William Mesguich, Théâtre de l'Atalante
- 2014-2015 : Jeanne et Marguerite, de Valérie Peronnet, mise en scène Christophe Luthringer, Théâtre La Bruyère et tournée
- 2015 : La Colère de Dom Juan, d'après les œuvres de Molière et Mozart, mise en scène Christophe Luthringer, création pour le Festival d'Avignon et tournée
- 2016 : BEST OF(F) MUSICALS, Vingtième Théâtre
- 2016 : Professeur Littletop,	Mise en scène Ned Grujic, création pour le Festival d'Avignon et tournée
- 2021 : La femme qui ne vieillissait pas d'après le roman de Grégoire Delacourt, adapté par Françoise Cadol, mise en scène de Tristan Petitgirard : Betty

### Autrice
- 2002 : Chop Suey , mise en scène par Alexandra Catzéflis, Théâtre du Gouvernail, Paris
- 2006 : Rodin, tout le temps que dure le jour, mise en scène Christophe Luthringer, Théâtre Mouffetard
- 2012-2013 : L'Hôtel des Roches Noires, de Françoise Cadol (livret) et Stéphane Corbin (musique), mise en scène Christophe Luthringer, Vingtième Théâtre, Festival d'Avignon, tournée
- 2016 : Professeur Littletop,	mise en scène Ned Grujic, création pour le Festival d'Avignon et tournée

## Filmographie

### Cinéma

#### Longs métrages
- 2008 : Les Insoumis de Claude-Michel Rome : la voix d'Hélène
- 2018 : Nos vies formidables de Fabienne Godet : la mère de Margot
- 2025 : Dans l'ombre de Marlow de Aurélien Harzoune et Bertrand Mineur : La mère

### Courts métrages
- 2012 : Léo (court-métrage) d'Estelle Dumas

### Télévision

#### Séries télévisées
- 1991 : Cas de divorce (épisode 48) : Charlotte Montplaisir
- 2004 : Julie Lescaut (TV), épisode 3 saison 13, Secrets d'enfants de Dominique Tabuteau : Sandra
- 2013 : R.I.S Police scientifique (saison 8, épisode 5) : Jeanne Bouvier
- 2018 : Profilage (saison 9, épisode 8) : la mère de Louis
- 2019 : Balthazar (saison 2, épisode 7) : Liliane Bonato

## Doublage

### Cinéma

#### Films
- Sandra Bullock dans (22 films) :
  - Demolition Man (1993) : lieutenant Lenina Huxley
  - Le Droit de tuer ? (1996) : Ellen Roarke
  - Ainsi va la vie (1998) : Birdee
  - Les Ensorceleuses (1998) : Sally Owens
  - Miss Détective (2000) : Gracie Hart
  - L'Amour sans préavis (2002) : Lucy Kelson
  - Calculs meurtriers (2002) : Cassie
  - Les Divins Secrets (2002) : Francine
  - Miss FBI : Divinement armée (2005) : Gracie Hart
  - Scandaleusement Célèbre (2006) : Nelle Harper Lee
  - Entre deux rives (2006) : Kate Forster
  - La Proposition (2009) : Margaret Tate
  - The Blind Side (2009) : Leigh Anne Tuohy
  - Extrêmement fort et incroyablement près (2011) : Linda Schell, la mère d'Oskar
  - Les Flingueuses (2013) : Sarah Ashburn, l'agent du FBI
  - Gravity (2013) : Dr Ryan Stone
  - Our Brand Is Crisis (2015) : Jane
  - Ocean's Eight (2018) : Debbie Ocean
  - Bird Box (2018) : Malorie Hayes
  - Impardonnable (2021) : Ruth Slater
  - Le Secret de la cité perdue (2022) : Loretta Sage
  - Bullet Train (2022) : Maria Beattle

- Angelina Jolie dans (20 films) :
  - Lara Croft: Tomb Raider (2001) : Lara Croft
  - Lara Croft : Tomb Raider, le berceau de la vie (2003) : Lara Croft
  - Sans frontière (2003) : Sarah Jordan
  - Capitaine Sky et le Monde de demain (2004) : Francesca « Franky » Cook
  - Destins violés (2004) : Illeana
  - Mr. et Mrs. Smith (2005) : Jane Smith
  - Raisons d'État (2006) : Margaret « Clover » Russell
  - Un cœur invaincu (2007) : Mariane Pearl
  - L'échange (2008) : Christine Collins
  - Wanted : Choisis ton destin (2008) : Fox
  - Salt (2010) : Evelyn Salt
  - The Tourist (2010) : Elise Ward
  - Maléfique (2014) : Maléfique
  - Vue sur mer (2015) : Vanessa
  - Maléfique : Le Pouvoir du mal (2019) : Maléfique
  - Le Seul et unique Ivan (2020) : Stella, l'éléphante (voix)
  - Merveilles imaginaires (2020) : Rose Littleton
  - Ceux qui veulent ma mort (2021) : Hannah Faber
  - Les Éternels (2021) : Théna
  - Maria (2024) : Maria Callas

- Tilda Swinton dans (9 films) :
  - Le Monde de Narnia : Le Lion, la Sorcière blanche et l'Armoire magique (2005) : la Sorcière Blanche
  - Le Monde de Narnia : Le Prince Caspian (2008) : la Sorcière Blanche
  - Le Monde de Narnia : L'Odyssée du Passeur d'Aurore (2010) : la Sorcière Blanche
  - We Need to Talk about Kevin (2011) : Eva
  - Doctor Strange (2016) : l'Ancien
  - Suspiria (2018) : Madame Blanc
  - Avengers: Endgame (2019) : l'Ancien
  - The Personal History of David Copperfield (2019) : Betsey Trotwood
  - Trois mille ans à t'attendre (2022) : Alithea Binnie

- Gong Li dans (8 films) :
  - Adieu ma concubine (1993) : Juxian
  - Chinese Box (1997) : Viviane
  - L'Empereur et l'Assassin (1998) : Dame Zhao
  - Plus fort que le silence (2001) : Sun Liying
  - 2046 (2004) : Su Li-zhen
  - Eros (2004) : Miss Hua
  - Mémoires d'une geisha (2005) : Hatsumomo, la rivale
  - Hannibal Lecter : Les Origines du mal (2007) : Lady Murasaki Shikibu

- Connie Nielsen dans (6 films) :
  - Dark Summer (2000) : Megan Denright
  - Gladiator (2000) : Lucilla
  - Basic (2003) : la capitaine Julia Osborne
  - 3 Days to Kill (2014) : Christine Renner
  - Gladiator 2 (2024) : Lucilla
  - Nobody 2 (2025) : Becca Mansell

- Rose Byrne dans (6 films) :
  - Sunshine (2007) : Cassie
  - 28 semaines plus tard (2007) :  Scarlet
  - X-Men : Le Commencement (2011) : Dr Moira MacTaggert
  - Spy (2015) : Rayna Boyanov
  - X-Men : Apocalypse (2016) : Dr Moira MacTaggert
  - I Am Mother (2019) : Mère (voix)

- Winona Ryder dans (4 films) :
  - Les Âmes perdues (2000) : Maya Larkin
  - S1m0ne (2002) : Nicola Anders
  - Black Swan (2010) : Beth Macintyre
  - Homefront (2013) : Sheryl Marie Mott

- Aishwarya Rai dans (4 films) :
  - Devdas (2002) : Paro (Parvati) Chakrabôrty
  - Coup de foudre à Bollywood (2004) : Lalita Bakshi
  - La Dernière Légion (2007) : Mira
  - La Panthère rose 2 (2009) : Sonia

- Toni Collette dans (4 films) :
  - Dinner with Friends (2001) : Beth
  - Dérapages incontrôlés (2002) : Michelle
  - Connie et Carla (2004) : Carla
  - Mafia Mamma (2023) : Kristin

- Sienna Guillory dans (4 films) :
  - Resident Evil: Apocalypse (2004) : Jill Valentine
  - Resident Evil: Afterlife (2010) : Jill Valentine (caméo)
  - Resident Evil: Retribution (2012) : Jill Valentine
  - Strangers (2024) : Laura

- Annette Bening dans :
  - À propos d'Henry (1991) : Sarah Turner
  - Prémonitions (1999) : Claire Cooper
  - Goodbye (2019) : Grace

- Sharon Stone dans :
  - L'Expert (1994) : May Munro / Adrian Hastings
  - Intersection (1994) : Sally Eastman
  - Mort ou vif (1995) : Ellen

- Rachel Weisz dans :
  - Confidence (2003) : Lily
  - Le Maître du jeu (2004) : Marlee
  - Agora (2009) : Hypatie

- Michelle Yeoh dans :
  - Tigre et Dragon (2000) : Yu Shu Lien
  - Le Talisman (2002) : Yin Fay
  - Tigre et Dragon 2 (2016) : Yu Shu Lien

- Rhona Mitra dans :
  - Beowulf (1999) : Kyra
  - Ali G (2002) : Kate Hedges
  - Skylines (2020) : Dr Mal

- Bridget Moynahan dans :
  - La Recrue (2003) : Layla Moore
  - I, Robot (2004) : Dr Susan Calvin
  - Terreur dans la savane (2007) : Amy Newman

- Sela Ward dans :
  - Le Fugitif (1993) : Helen Kimble
  - Président ? Vous avez dit président ? (1996) : Kaye Griffin

- Jill Hennessy dans :
  - Hors limites (2001) : Annette Mulcahy
  - Bande de sauvages (2007): Kelly Madsen

- Gwyneth Paltrow dans :
  - Le Talentueux Mr. Ripley (1999) : Marge Sherwood
  - Un amour infini (2000) : Abby Janello

- Kelly Preston dans :
  - Jack Frost (1998) : Gabby Frost
  - Mister G. (1998) : Kate Newell

- Claire Forlani dans :
  - Rencontre avec Joe Black (1998) : Susan Parrish
  - Bobby Jones, naissance d'une légende (2004) : Mary Malone Jones

- Charlize Theron dans :
  - Le Sortilège du scorpion de jade (2001) : Laura Kensington
  - 15 minutes (2001) : Rose Hearn

- Donna Jay Fulks dans :
  - Sonic, le film (2020) : Longclaw (voix)
  - Sonic 2, le film (2022) : Longclaw (voix)

- 1991 : Backdraft : Helen McCaffrey (Rebecca De Mornay)
- 1991 : Hook ou la Revanche du capitaine Crochet : Moira Banning (Caroline Goodall)
- 1991 : Le Silence des agneaux : Stacy Hubka (Lauren Roselli)
- 1992 : Les Hauts de Hurlevent : Cathy Linton/Catherine Earnshaw (Juliette Binoche)
- 1992 : La mort vous va si bien : Vivian Adams (Mary Ellen Trainor)
- 1992 : California Man : Ella (Robin Tunney)
- 1993 : Un monde parfait : Gladys Perry, la mère de Phillip (Jennifer Griffin)
- 1993 : Boxing Helena : Helena (Sherilyn Fenn)
- 1993 : Les Survivants : Liliana Methol (Illeana Douglas)
- 1993 : La Liste de Schindler : Regina Perlman (Bettina Kupfer)
- 1995 : Alerte ! : Mme Jeffries (Gina Menza)
- 1995 : Casper : la présentatrice du journal télévisé [Qui ?]
- 1995 : Le Président et Miss Wade : Janie Basdin (Samantha Mathis)
- 1996 : Twister : Dr Melissa Reeves (Jami Gertz)
- 1997 : Kull le Conquérant : Akivasha (Tia Carrere)
- 1997 : Contact : la présentatrice Natalie Allen (Natalie Allen)
- 1997 : Bienvenue à Gattaca : l'infirmière en chef (Una Damon (en)), une cliente au centre de test ADN et le professeur d'anatomie (Beverly Griffith)
- 1998 : Studio 54 : Julia Black (Neve Campbell)
- 1998 : À nous quatre : Elizabeth James (Natasha Richardson)
- 1998 : La Méthode zéro : Gloria Sullivan (Kim Dickens)
- 1999 : Comportements troublants : Miss Perkins (Sarah-Jane Redmond)
- 1999 : Hantise : Eleanor « Nell » Vance (Lili Taylor)
- 1999 : Aussi profond que l'océan : Ellen (Brenda Strong)
- 1999 : L'Ombre d'un soupçon : Sarah (Brooke Smith)
- 1999 : Just Married (ou presque) : Betty Trout (Laurie Metcalf)
- 1999 : Austin Powers 2 : L'Espion qui m'a tirée : Vanessa Kensington (Elizabeth Hurley)
- 1999 : Instinct : Annie (Tracey Ellis)
- 2000 : In the Mood for Love : Mme Chow (Paulyn Sun) (voix)
- 2001 : Ghosts of Mars : Melanie Ballard (Natasha Henstridge)
- 2001 : Le Dernier Château : Rosalie (Robin Wright)
- 2002 : Blade 2 : Nyssa Damaskinos (Leonor Varela)
- 2002 : La Sirène rouge : Anita Van Dyke (Asia Argento)
- 2002 : Nous étions soldats : Julia Compton Moore (Madeleine Stowe)
- 2002 : Windtalkers : Les Messagers du vent : Rita (Frances O'Connor)
- 2003 : Peter Pan : Narratrice (Saffron Burrows)
- 2003 : Radio : Linda (Debra Winger)
- 2004 : Rencontre à Wicker Park : Rebecca (Jessica Paré)
- 2004 : Cube Zero : Cassandra Rains, militante politique (Stephanie Moore (en))
- 2004 : J'adore Huckabees : Elle-même (Shania Twain)
- 2005 : H2G2 : Le Guide du voyageur galactique : Questular Rontok  (Anna Chancellor)
- 2006 : Alex Rider : Stormbreaker : Mrs. Tulip Jones (Sophie Okonedo)
- 2006 : Fast Food Nation : Cindy (Patricia Arquette)
- 2007 : The Comebacks : Barbara « Barb » Fields (Melora Hardin)
- 2007 : Le Nombre 23 : Mlle Dobkins / la blonde qui se suicide / la mère de Fingerling (Lynn Collins)
- 2008 : 88 Minutes : Shelly Barnes (Amy Brenneman)
- 2008 : Day Watch : Svetlana (Maria Mikhaïlovna Porochina)
- 2010 : Mange, prie, aime : ? ( ? )
- 2011 : The Tree of Life : Mme O'Brien (Jessica Chastain)
- 2014 : Un homme très recherché : Irna Frey (Nina Hoss)
- 2019 : Togo : Sarah Foley (Catherine McGregor)
- 2020 : The Block Island Sound : Audry (Michaela McManus)
- 2022 : La Proie du diable : Dr Peters (Virginia Madsen)
- 2023 : Gangsters par alliance : Rehan Zakaryan (Poorna Jagannathan)
- 2023 : Il était une fois... un crime : la narratrice [Qui ?] (voix)

#### Films d'animation
- 1988 : Mon voisin Totoro : Yasuko Kusakabe, la mère des enfants
- 1989 : Kiki la petite sorcière : Kokiri, la mère de Kiki
- 1994 : Poucelina : Mère de Poucelina
- 1998 : La Mouette et le Chat : Bouboulina
- 2000 : Dingo et Max 2 : Sylvia Marpole
- 2005 : Bionicle 3 : La Menace de l'ombre : Roodaka
- 2007 : Les Contes de Terremer : Tenar
- 2010 : Kung Fu Panda : Bonnes Fêtes : Tigresse
- 2011 : Émilie Jolie : la mère d'Émilie
- 2013 : Khumba : Lungisa, la mère de Khumba
- 2015 : Vice-versa : Mme Andersen, la mère de Riley[n 1]
- 2016 : Batman : Le Retour des justiciers masqués :  Selina Kyle / Catwoman[11]
- 2016 : Ballerina : Régine Le Haut
- 2017 : Batman vs Double-Face : Selina Kyle / Catwoman[11]
- 2018 : Batman: Gotham by Gaslight : Selina Kyle / Catwoman[11]
- 2018 : Batman Ninja : Selina Kyle / Catwoman[11]
- 2019 : Une espèce à part : voix off
- 2019 : Batman : Silence : Selina Kyle / Catwoman[11]
- 2020 : Soul : Conseiller Michel A
- 2021 : 22 Contre la Terre : Conseiller Michel A (court métrage)
- 2021 : Batman : Un long Halloween : Selina Kyle / Catwoman[11]
- 2021 : Injustice : Selina Kyle / Catwoman
- 2021 : Jujutsu Kaisen 0 : Suda
- 2022 : Catwoman: Hunted : Selina Kyle / Catwoman
- 2024 : Vice-versa 2 : Mme Andersen, la mère de Riley[n 1],[14]

### Télévision

#### Téléfilms
- Barbara Niven dans : 
  - Un inconnu dans mon lit (2005) : Christine
  - Double Visage (2006) : Suzanne Debson
  - Secrets inavouables (2008) : Alyssa Harris

- Laura Dern dans : 
  - Le Triomphe de la vérité (1992): Janet Harduvel
  - La Dernière Chance (2001) : la Sœur Pauline Quinn

- Brenda Strong dans :
  - Une famille en cavale (2006) : Carol Peterson
  - Coup de foudre sur commande (2016) : Helen Michaels

- 1972[15] : Le Chien des Baskerville : Laura Frankland (Sally Ann Howes)
- 1998 : Nick Fury: Agent of SHIELD : Andrea von Strucker / Viper (Sandra Hess)
- 1999 : La Vie secrète d'une milliardaire : Nanaline Duke (Kathleen Quinlan)
- 2003 : Alerte à Malibu : Mariage à Hawaï : Lieutenant Taylor Walsh (Angelica Bridges)
- 2005 : L'Aventure du Poséidon : Rachel Clarke (Alexa Hamilton)
- 2011 : Un ticket gagnant pour Noël : Holly Ceroni (Elizabeth Berkley)
- 2012 : J'ai épousé une star : Elaine, la mère de Jordan (Bess Armstrong)
- 2013 : Mon mari, un assassin : Minette Frei (Veronica Ferres)
- 2013 : L'Héritage de Katie : Rebecca Lapp (Sandra Elise Williams)
- 2013 : Les Yeux de l'amitié : Sandy Taylor (Jill Hennessy[16])
- 2019 : Deadwood, le film : Martha Bullock (Anna Gunn)
- 2019 : Coup de foudre au château de glace : Linda (Justine Eyre)
- 2019 : Prête à tout pour mon enfant, même l'illégalité ! : Caroline DeVere (Penelope Ann Miller)
- 2020 : Méditation et tentation : Justine Grace (Ashley Wood Garcia)
- 2022 : Un héritage maudit : Mary (Sarah Deakins)
- 2022 : Tout ce que je veux pour Noël… c'est toi ! : Becca (Marisol Nichols)
- 2023 : Fiancés malgré eux : Marion Durand (Kate Fahy (en))

#### Séries télévisées
- Brenda Strong dans (17 séries) :
  - Troisième planète après le Soleil (1996-1997) : Miss Frost (saison 2, épisodes 7 et 26)
  - Desperate Housewives (2004-2012) : Mary Alice Young (180 épisodes)
  - Dr Hoffman (en) (2006) : Linda (4 épisodes)
  - Shark (2007) : Olivia Hartnell (saison 2, épisode 7)
  - New York, section criminelle (2008) : Kathy Jarrow (saison 7, épisode 13)
  - Boston Justice (2008) : la juge Judy Beacon (saison 7, épisode 13)
  - Rizzoli and Isles (2010) : Mel Gaynor-Randle (saison 1, épisode 6)
  - Dallas (2012-2014) : Ann Ewing (40 épisodes)
  - Scandal (2012 / 2014) : Joan Reston (saison 2, épisode 5 et saison 3, épisode 16)
  - Les Mystères de Laura (2014) : Margot Preston (saison 1, épisode 8)
  - Bones (2015) : la sénatrice Hayley Winters (saison 11, épisode 6)
  - Chicago Police Department (2016) : l'avocate Green (saison 3, épisode 10)
  - Notorious (2016) : Maggie Sherman (épisode 5)
  - Les 100 (2016-2019) : la reine Nia de la Nation des Glaces (3 épisodes)
  - Supergirl (2016-2021) : Lillian Luthor (24 épisodes)
  - Unprisoned (en) (2023) : Nadine
  - 61st Street (en) (2023) : Kim Pearson (saison 2)

- Jill Hennessy dans (11 séries) :
  - New York, police judiciaire (1993-1996) : la substitut Claire Kincaid (en) (68 épisodes)
  - Homicide (1996) : la substitut Claire Kincaid (saison 4, épisode 12)
  - Preuve à l'appui (2001-2007) : Dr Jordan Cavanaugh (117 épisodes)
  - Las Vegas (2004-2005) : Dr Jordan Cavanaugh (3 épisodes)
  - Luck (2011-2012) : Jo Carter (10 épisodes)
  - Jo (2013) : Karyn (mini-série)
  - The Good Wife (2014) : Rayna Hecht (3 épisodes)
  - Madam Secretary (2015-2016) : Jane Fellows (saison 2)
  - Blacklist (2017) : Margot Rochet (saison 4, épisode 11)
  - Yellowstone (2018) : la sénatrice Huntington (saison 1, épisode 1)
  - City on a Hill (2019-2022) : Jackie Rohr (26 épisodes)

- Michaela McManus dans (10 séries) :
  - Les Frères Scott (2008) : Lindsey Strauss (17 épisodes)
  - Les Experts : Manhattan (2008) : Susan Montgomery (saison 5, épisode 3)
  - New York, unité spéciale (2008-2009) : Kimberly « Kim » Greyleck (22 épisodes)
  - Les Experts : Miami (2009) : Caroline Berston (saison 8, épisode 9)
  - Hawaii 5-0 (2010) : Karleen Roberts (saison 1, épisode 16)
  - Vampire Diaries (2010-2011) : Julia (saison 2)
  - Awake (2012) : Tara (13 épisodes)
  - The Orville (2017-2022) : le lieutenant Janel Gillis / Teleya (5 épisodes)
  - The Magicians (2018) : Callie (saison 3, épisode 13)
  - You (2021) : Natalie Engler (saison 3)

- Patricia Arquette dans (9 séries) :
  - Médium (2005-2011) : Allison DuBois (130 épisodes)
  - New York, unité spéciale (2012) : Jeannie (saison 14, épisode 9)
  - Les Experts (2014) : Dr Avery Ryan (saison 14, épisode 21 et saison 15, épisode 6)
  - Inside Amy Schumer (2015) : Patricia Arquette (saison 3, épisode 1)
  - Les Experts : Cyber (2015-2016) : Dr Avery Ryan (31 épisodes)
  - Escape at Dannemora (2018) : Tilly Mitchell (mini-série)
  - The Act (2019) : Dee Dee Blanchard (mini-série)
  - Severance (depuis 2022) : Harmony Cobel / Mme Selvig
  - High Desert (2023) : Peggy Newman (8 épisodes)

- Nicola Walker dans (7 séries) :
  - MI-5 (2003-2011) : Ruth Evershed (en) (57 épisodes)
  - Oliver Twist (2007) : Sally (mini-série)
  - Luther (2010) : Linda Shand (saison 1, épisode 4)
  - Unforgotten (2015-2021) : l'inspecteur Cassie Stuart (24 épisodes)
  - Collateral (2018) : Jane Oliver (mini-série)
  - Annika (en) (depuis 2021) : l'inspectrice Annika Strandhed
  - Mary and George (2024) : Elizabeth Hatton (en) (mini-série)

- Sandra Bullock dans :
  - Working Girl (en) (1990) : Tess McGill (12 épisodes)
  - Action (1999) : Sandra Bullock (épisode 4)
  - Une famille du tonnerre (2002-2003) : Amy (saison 1, épisode 3 et saison 2, épisode 6)

- Barbara Niven dans :
  - Pensacola (1998-2000) : Kate Anderson (43 épisodes)
  - NCIS : Enquêtes spéciales (2005) : Dr Elaine Burns (saison 3, épisode 4)
  - Charmed (2006) : Helen Jenkins (saison 8, épisodes 11 et 17)

- Diane Farr dans :
  - The Job (2001-2002) : Jan Fendrich (19 épisodes)
  - Rescue Me : Les Héros du 11 septembre (2004-2005) : Laura Miles (19 épisodes)
  - Charmed (2021) : Francesca Jameson (saison 3)

- Anna Gunn dans :
  - Deadwood (2005-2006) : Martha Bullock (en) (24 épisodes)
  - Gracepoint (2014) : l'inspecteur Ellie Miller (mini-série)
  - Shades of Blue (2017) : Julia Ayres (saison 2)

- Bess Armstrong dans :
  - Angela, 15 ans (1994-1995) : Patty Chase (19 épisodes)
  - S.W.A.T. (2018-2019) : la mairesse Barrett (saison 2)

- Tracy Scoggins dans :
  - Babylon 5 (1998) : la capitaine Elizabeth Lochley (saison 5)
  - 2267, ultime croisade (1999) : la capitaine Elizabeth Lochley (13 épisodes)

- Lisa Darr dans :
  - Popular (1999-2001) : Jane McPherson (43 épisodes)
  - Ghost Whisperer (2007) : Amanda Garnett (saison 2, épisode 18)

- Katherine LaNasa dans :
  - Le Protecteur (2002-2003) : Kim McPherson (saison 2)
  - Longmire (2012-2013) : Lizzie Ambrose (6 épisodes)

- Sharon Stone dans :
  - The Practice : Donnell et Associés (2003) : Sheila Carlisle (saison 8)
  - Will and Grace (2005) :  Dr Georgia Keller (saison 7, épisode 20)

- Annabella Sciorra dans :
  - New York, cour de justice (2005) : Maggie Dettweiler (épisode 1)
  - The L Word (2007) : Kate Arden (saison 4)

- Clare Carey dans :
  - Point Pleasant, entre le bien et le mal (2005) : Sarah Parker (13 épisodes)
  - Chuck (2010-2011) : Kathleen McHugh (4 épisodes)
  - Dr House (2004-2012) : Ellie Miller (saison 5, épisode 22)

- Ayelet Zurer dans :
  - Daredevil (2015-2018) : Vanessa Marianna
  - Daredevil: Born Again (2025) : Vanessa Marianna-Fisk

- Maria Rich (da) dans :
  - Les Initiés (2019) : Anna Berg Hansen (saison 3)
  - Trom : Les falaises, le vent et la mort (2022) : Karla Mohr

- Mariés deux enfants : Marcy Rhoades (Amanda Bearse) (2e voix - saison 2, épisodes 1 à 5)
- 1982-1986 : Hooker : Stacy Sheridan (Heather Locklear)
- 1994-1995 : Models Inc. : Monique Duran (Stephanie Romanov)
- 1994-1997 : X-Files : Aux frontières du réel : Melissa Scully (Melinda McGraw)
- 1997-1998 : Alerte à Malibu : lieutenant Taylor Walsh (Angelica Bridges)
- 1997-2003 : Cold Feet : Amours et petits bonheurs : Karen Marsden (Hermione Norris)
- 2000-2002 : Les Experts : Dr Teri Miller (Pamela Gidley)
- 2001-2002 : Philly : Kathleen Maguire (Kim Delaney)
- 2002 : The Shield : Maureen Wilmore (Katy Boyer) (saison 1, épisode 11)
- 2002-2003 : Baby Bob (en) : Lizzy Collins Spencer (Joely Fisher)
- 2006 : Vanished : Sara Collins (Joanne Kelly)
- 2006 : New York, unité spéciale : Dani Beck (Connie Nielsen)
- 2006 : 24 Heures chrono : Collette Stenger (Stana Katic)
- 2006-2007 : Les Experts : Miami : Julia Winston (Elizabeth Berkley)
- 2009 : Drop Dead Diva : la juge Paula (Paula Abdul)
- 2009-2010 : Bored to Death : Jennifer Gladwell (Kristen Wiig) (3 épisodes)
- 2010-2024 : Blue Bloods : Erin Reagan-Boyle (Bridget Moynahan)
- 2011 : Mildred Pierce : Mme Forrester (Hope Davis) (mini-série)
- 2013 : Hostages : Nina (Francie Swift)
- 2016 : Chicago Med : Jennifer Baker (Eva Kaminsky)
- 2017 : Falling Water : Taylor Bennett (Mary McCormack)
- 2019 : The I-Land : Dr Wyss (Dalia Davi) (mini-série)
- 2019 : What We Do in the Shadows : Tilda (Tilda Swinton) (saison 1, épisode 7)
- 2020 : Messiah : Miriam Keneally (Jane Adams)
- 2022 : Inside Man : Janice Fife (Dolly Wells) (mini-série)
- 2022-2023 : Willow : la reine Sorsha (Joanne Whalley)
- 2024 : House of Ninjas (en) : Yoko Tawara (Tae Kimura)
- 2024 : Le Régime : Marina (Julia Davis) (mini-série)
- 2024 : The Boys : Ambrosius (Tilda Swinton) (voix)

#### Séries d'animation
- 1992 : La Bande à Dingo : Peg Hibulaire
- 1994 : Gargoyles, les anges de la nuit : Desdemona, Obsidiana, Lady Gruoche
- 1994 : Batman : Veronica Vreeland[11] (saison 2, épisode 4 uniquement)
- 1995-1996 : Princesse Starla et les Joyaux magiques : Morgana
- 2022 : Chainsaw Man : le démon renard
- 2023 : Agent Elvis : Jane
- 2023 : Captain Laserhawk: A Blood Dragon Remix : Dominique
- 2024 : Rêves Productions (en) :  Mme Andersen, la mère de Riley[n 1] (mini-série)

#### Web-séries
- 2018 : Un Dîner aux Chandelles : Augustine Montblason (Camille Lauzier, saison 1)
- 2023 : Overwatch : Genèse : Dr Mina Liao

### Jeux vidéo
- 1995 : Phantasmagoria : Adrienne Delaney
- 1995 : Fade to Black : voix additionnelles[n 2]
- 1996 : Tomb Raider : Lara Croft
- 1997 : Little Big Adventure 2 : la voix off[n 2]
- 1997 : Les Chevaliers de Baphomet : Les Boucliers de Quetzalcoatl : Pearl Anderson, Concha, Jeune Japonaise 1, Marchande 4, Fleecy
- 1997 : Tomb Raider II : Lara Croft[n 2]
- 1998 : Get Medieval : Levina la magicienne
- 1998 : Tomb Raider 3 : Lara Croft[n 2]
- 1999 : Star Wars: X-Wing Alliance : Aeron Azzameen
- 1999 : L'Amerzone : la narratrice[n 2]
- 1999 : Outcast : Marion Wolfe[n 2]
- 1999 : Command and Conquer : Soleil de Tiberium : La voix de l'ordinateur EVA
- 1999 : Tomb Raider : La Révélation finale : Lara Croft[n 2]
- 2000 : Command and Conquer : Alerte rouge 2 : Lieutenant Eva Lee[n 2]
- 2000 : Tomb Raider : Sur les traces de Lara Croft : Lara Croft
- 2000 : Need for Speed: Porsche 2000 : voix additionnelles[n 2]
- 2001 : Jak and Daxter: The Precursor Legacy : la Géologue[n 2]
- 2002 : Syberia : Kate Walker[n 2]
- 2002 : Star Wars : The Clone Wars : Luminara Unduli
- 2002 : The Getaway : Yasmin
- 2003 : Runaway: A Road Adventure : Susan Olivaw et Mama Dorita
- 2003 : Tomb Raider : L'Ange des ténèbres : Lara Croft[n 2]
- 2004 : Syberia II : Kate Walker[n 2]
- 2004 : GoldenEye : Au service du mal : Pussy Galore
- 2004 : World of Warcraft : divers personnages féminins
- 2005 : Death by Degrees : Nina Williams
- 2005 : Fahrenheit : Carla Valenti
- 2006 : Tomb Raider: Legend : Lara Croft
- 2006 : Tomb Raider : The Action Adventure : Lara Croft
- 2007 : Tomb Raider: Anniversary : Lara Croft
- 2008 : Star Wars : Le Pouvoir de la Force : Juno Eclipse
- 2008 : Dead Space : La voix off de l'USG Ishimura
- 2008 : Tomb Raider: Underworld : Lara Croft
- 2010 : Lara Croft and the Guardian of Light : Lara Croft
- 2010 : Heavy Rain : Madison Paige
- 2011 : Star Wars: The Old Republic : divers personnages féminins[n 2]
- 2012 : Tom Clancy's Ghost Recon: Future Soldier : l'institutrice
- 2014 : Lara Croft and the Temple of Osiris : Lara Croft[17]
- 2014 : La Terre du Milieu : L'Ombre du Mordor : Dame Marwen
- 2014 : The Elder Scrolls Online : divers personnages féminins[n 2]
- 2014 : Disney Infinity : Maléfique
- 2017 : Syberia III : Kate Walker[n 2]
- 2017 :  Outcast : Second Contact : Marion Wolfe[n 2]
- 2018 : Overwatch : Écho
- 2018 : Assassin's Creed Odyssey : Pythie, Aletheia[n 2]
- 2020 : No Straight Roads : Eve[n 2]
- 2020 : Immortals Fenyx Rising : Athéna[n 2]
- 2021 : Resident Evil Village : Lady Alcina Dimitrescu[n 2]
- 2022 : Syberia: The World Before : Kate Walker
- 2022 : Overwatch 2 : Écho

## Voix off

### Publicités
- Escape : Parfum - 1995 [18]
- Audi : L'impact - 1995 [19], La guêpe - 1996 [20]
- Thomson : Électroménager - 1995 [21] - 1998[22]
- Formule norvégienne - 1996 [23]
- CNCT :  le Bébé [24], la Femme enceinte [25] - 1996
- Euro Disney : Noël 97[26], Noël 98[27] - 1997 - 1998
- France Télécom :  La Terrasse[28], Les Copains[29]  - 1997
- Elle & Vire : Beurre tendre - 1997 [30]
- Seat : Gamme Lara Croft - 1998
- Sega : lancement de la Dreamcast avec Lara Croft - 1999
- CNP : L'Arbre  - 1999 [31] - 2002 [32]
- Cerruti Image : La Vague - 2000 [33]
- Moulinex : La Maîtresse de maison - 2000 [34]
- Lindt
- Club Internet
- Auchan
- L'Oréal : Depuis 1999.
- Mobalpa
- Gaz de France
- BMW
- Kia
- Sarif Industries
- Vichy : Crème
- BC Finance
- Yves Rocher Entreprise - 2011
- Weight Watchers - 2011 - 2013
- Candia : Babylait - 2011
- Mir Black - 2012
- Gillette : Venus ProSkin Sensitive - 2012 - 2013
- Meetic - 2012
- Maggi : Cœur de Bouillon - 2012
- AdopteUnMec - 2012
- Festival Off d'Avignon - 2013
- Optical Center - 2013
- La Laitière de Nestlé : feuilleté de mousse - 2014
- Castorama - 2014
- Purina : Purina One  - 2015
- Spray Optone Actimist
- Intermarché - 2016
- Stressless - 2016
- Burger King - 2018
- Kia Motors - 2019
- PMU : L'Experte - 2020 [35]
- TousAntiCovid - 2021
- BlizzCon - 2021 [36]

### Émissions
- 1999-2000 : Bandes annonces de La Cinquième [37]
- depuis 2011 : Fort Boyard
- 2012 - 2013 : Tellement Vrai : Les Grandes Histoires ; Le Poids du bonheur : La Chasse aux kilos ; Familles nombreuses : Un quotidien pas comme les autres
- 2012 : 24 heures aux urgences
- 2012 - 2013 : 60 secondes chrono
- 2012 : Hollywood Stories : Angelina Jolie (documentaire)
- 2013 : Les Vraies Housewives
- 2014 : Pour le meilleur et pour le pire (émission diffusée sur RTL-TVI)
- 2014 : Hôtesses, stewards, pilotes : Une vie entre deux avions (diffusée sur NRJ 12)
- 2015 : Passions Criminelles

### Radio
- depuis 2019 : voix-off de la radio NRJ Belgique (alternance avec Richard Darbois)

### Pièces de théâtre
- La Vie de Galilée de Bertolt Brecht , mis en scène par Christophe Luthringer
- (D)esperate Women (voix de Mary Alice Young dans Desperate Housewives) mise en scène par Nathalie Hardouin
- Jeanne et Marguerite de Valérie Peronnet, mise en scène Christophe Luthringer, Théâtre La Bruyère et tournée

### Documentaires
- 2008 : This Is Family de Jean-Baptiste Erreca
- 2014 : Les Mondes inondés (produite par Arte France et One Planet, série de documentaires)
- 2015 : Mein Kampf, manifeste de la haine (diffusé sur Arte en décembre 2015)
- 2017 : La Planète des géants de Guillaume Vincent
- 2017 : « Stratégies de reproduction : les clés du succès » mini-série de documentaires (diffusé sur Arte ) https://www.dailymotion.com/video/x6tlffi
- 2017 : Le monde des arbres (série de documentaires)
- 2019 : Une espèce à part de Franck Courchamp et Clément Morin
- 2020 : Murdoch, le grand manipulateur des médias de Jamie Roberts
- Depuis 2021 : narration régulière du podcast "Podcast Story"

### Livres audio
- Avant d'aller dormir de S. J. Watson : Christine Lucas
- Mon amie Adèle de Sarah Pinborough : Adèle
- Noara: La Dernière Lune de Filali Jérémy : Kalinga
- Changer l'eau des fleurs de Valérie Perrin
- Trois de Valérie Perrin